# Герасимов, Дмитрий Антонович
Дмитрий Антонович Герасимов (1916—2006) — участник Великой Отечественной войны, пулемётчик 6-го гвардейского стрелкового полка 2-й гвардейской стрелковой дивизии 56-й армии Северо-Кавказского фронта, гвардии красноармеец. Герой Советского Союза.

## Биография
Родился 3 (16) апреля 1916 года в селе Средняя Липовка (ныне — Сосновоборского района Пензенской области) в крестьянской семье. Русский.
Образование начальное. Работал в поселке Сосновоборск красильщиком грубосуконной фабрики.
В 1937—1940 годах проходил действительную службу в Красной Армии. Вновь был призван в армию в мае 1941 года Рыбинским райвоенкоматом. В действующей армии — с 1943 года. Сражался на Северо-Кавказском, 4-м и 2-м Украинских фронтах.
На Северо-Кавказском фронте участвовал в Краснодарской наступательной операции (9 февраля — 16 марта 1943 года), Новороссийско-Таманской наступательной операции (9 сентября — 9 октября 1943 года), Керченско-Эльтигенской десантной операции (31 октября — 11 декабря 1943 года).
В 1944 году Д. А. Герасимов окончил армейские курсы младших лейтенантов. Затем участвовал на 4-м Украинском фронте в Крымской наступательной операции (8 апреля — 12 мая 1944 года) и освобождении Севастополя.
Войну Дмитрий Герасимов закончил на 2-м Украинском фронте, где в составе 81-й гвардейской стрелковой дивизии 7-й гвардейской, а затем 53-й армии участвовал в Братиславско-Брновской наступательной операции (25 марта — 5 мая 1945 года) и Пражской стратегической наступательной операции (6 мая — 12 мая 1945 года).
С июля 1946 года лейтенант Д. А. Герасимов — в запасе, Жил в городе Краснодаре. Работал машинистом холодильной установки масложиркомбината. С 1969 года находился на пенсии. Продолжал работать на масложиркомбинате, затем — слесарем в Краснодарском монтажно-наладочном управлении.
Умер 2 ноября 2006 года. Похоронен на Славянском кладбище Краснодара.

## Награды
- Указом Президиума Верховного Совета СССР от 17 ноября 1943 года за мужество и героизм, проявленные в Керченско-Эльтигенской операции, Герасимову Дмитрию Антоновичу присвоено звание Героя Советского Союза с вручением ордена Ленина и медали «Золотая Звезда» (№ 2169).

В наградном листе Герасимова Д. А. записано:

«Смелый, отважный пулемётчик, своими действиями нанесший значительный урон противнику, показывающий примеры героизма. Товарищ Герасимов достоин присвоения высокого звания - Героя Советского Союза»

- Награждён орденами Ленина, Отечественной войны l степени (11 марта 1985 г.) и Красной Звезды (4 июня 1945 г), а также медалями.

## Память
- Именем Д. А. Герасимова названа улица в селе Средняя Липовка. В этом же селе на доме, где жил Герой, установлена мемориальная доска.
- На аллее Героев в посёлке Сосновоборск установлен бюст Д. А. Герасимова.
- Его имя носил пионерский отряд школы с. Верхняя Липовка.